# ケタミン
ケタミン（英語: Ketamine）は、アリルシクロヘキシルアミン系の解離性麻酔薬である。日本では麻酔薬のケタラール（第一三共）として静脈注射剤と筋肉注射剤がある。医薬品医療機器等法における
処方箋医薬品・劇薬。解離性麻酔薬であるため他の一般的な麻酔薬と比較し、低用量帯では呼吸を抑制しない大きな利点がある（呼吸停止しにくい）。ケタミンは世界保健機関(WHO)による必須医薬品の一覧に加えられている。フェンサイクリジン(PCP)の代用物として合成された。筋肉注射が可能なので、動物の麻酔にもよく使われる。
乱用のため日本では2007年より麻薬及び向精神薬取締法の麻薬に指定されている。2012年の世界保健機関薬物専門委員会は、深刻な乱用がある国でも、他の麻酔薬より使用しやすく安全なため、ヒトや動物の麻酔のために容易に利用できることを確保すべきであるとしている。そのため、向精神薬に関する条約による規制はない。
既存の治療に反応しない治療抵抗性うつ病に対し、投与から2時間での迅速な効果や、自殺念慮を大きく軽減する作用が示されている。アメリカの臨床現場でうつ病に対して適応外使用されている。イギリスでは、2014年に難治性のうつ病に対する使用が承認された。これに伴って製薬会社がケタミン様薬物の臨床試験を進めている。ケタミンの 単離した異性体の1つであるS体であるエスケタミン（商品名：スプラバート）が、2019年にアメリカで、また2020年にイギリスで医薬品として重症のうつ病の治療に承認されている。

## 開発
1962年、アメリカ合衆国の製薬会社パーク・デービス社によって、同社が開発した麻酔薬のフェンサイクリジン (PCP) の代用物として合成された。その後、1963年にアメリカでPCPが麻酔薬として承認されたが、麻酔からの覚醒時に妄想などの副作用が起こるため2年後には人間に使用されなくなり、1969年にその副作用がほとんどないケタミンが「ケタラール」の商品名で承認された。PCPやケタミンのような麻酔薬は、魂が肉体から遊離された感覚を起こす解離性麻酔薬に分類され、その特徴は呼吸器や心臓血管を抑制しない麻酔薬であり、子供に対する麻酔など循環器系の機能低下を防ぐのに適している。（対比する参考記事：プロポフォールによる死亡事故）

## 化学特性
常温常圧においては固体で、白い粉末状の物質。融点は314.74度で、融解性である。ギ酸に非常に溶けやすい性質を持っている。水、エタノールには溶けやすいが、無水酢酸やジエチルエーテルには殆ど溶けない。注射薬は塩酸塩水溶液でpHは3.5～5.5。

## 代謝
半減期はおよそ3時間。持続投与された場合、蓄積はされにくいが、代謝産物にも作用がある。

## 作用機序
ケタミンは開口チャネルおよびアロステリック部位の両方に結合し、NMDA型グルタミン酸受容体を阻害すると考えられている。中枢神経系のシナプス後膜にあるNMDA受容体に選択的に働き、興奮性神経伝達をブロックする。
S(+)とR(-)立体異性体は、NMDA受容体への結合親和性が異なっており、それぞれKi=3,200nMとKi=1,100nMである。ドーパミンD2(High)受容体への結合親和性は、Ki=55nMである。
ケタミンはNMDA受容体に拮抗するだけでなく、モノアミントランスポーターを阻害する。このためカテコールアミン遊離作用があり、交感神経を刺激して気管支拡張作用、頻脈、昇圧作用を示す。
催眠状態を誘発して鎮痛や鎮静が得られる他、健忘を起こすことがある。
また、神経保護作用が報告されている。

## 依存性
連用により耐性が形成されるが、離脱症状を起こすという証拠はない。

## 精神作用
医薬品インタビューフォームには、15%前後の者は麻酔からの覚醒時に「夢のような状態・幻覚・興奮・錯乱状態」などの症状が現れると記載されている。通常は数時間で回復するが、24時間以内に再発することもある（フラッシュバック）。
幻覚剤として知られ乱用が問題となった。ヒトがこの粉末を鼻孔吸入、もしくは経口摂取、静脈注射すると臨死体験などの幻覚作用があるが、悪夢となる場合もある。一時期は、「K」や「スペシャルK」などという隠語で呼ばれ、トランス系の音楽を流すクラブで多く流通したこともある。だが、ケタミンはもともと麻酔薬であり、LSDとは逆に精神を鎮静させるので、テンションを上げたい乱用者の間では不人気であった。
周囲の環境との結びつきを喪失させるような体験を起こし、肉体から離れ魂だけとなり浮遊する感覚、宇宙空間をさまよう、子供時代の記憶の想起などであり、その体験は強烈で現実的なため実際に自分が肉体を離れたと思い続ける傾向にある。
平均20日/月以上使用する乱用者では抑うつ状態が増加し、記憶力（短期記憶と視覚的な記憶）低下が見られたが、平均3.25回/月程度の低頻度で使用していた者や過去使用していた者では対照群と差がなかった。一方で、頻度に関わらず使用歴がある者は妄想症状のスコアが対照群よりも高かった。

## 医療用途

### 麻酔・鎮痛
麻酔薬としての用量は1-2mg/kgである。
一部の新生児専門家は、脳発育に対する潜在的な有害性がある可能性を懸念しており、ヒト新生児に対する麻酔薬としてのケタミン使用を推奨していない。発育の初期段階における神経変性の変化は、ケタミンと同じ作用機序のNMDA拮抗剤で示されている。
多くの麻酔薬が血圧降下作用をもつのに対し、ケタミンでは血圧上昇を伴う。そのため、プロポフォールやフェンタニルなどの降圧性麻酔薬と併用することも多い。プロポフォール、ケタミン、フェンタニルを併用する麻酔は、PKF麻酔と呼ばれる。皮膚表面の手術に使用されることが多い。
ケタミンは血圧や呼吸を抑制せず、筋肉注射が可能であることから、静脈注射をしにくい動物用としても重宝されてきた。また、この特性から麻酔銃の麻酔としても用いられてきた。
中枢感作症候群（小さな痛み刺激が長期間継続すると、徐々により大きな痛みとして知覚されるようになる症状。ワインドアップ現象ともいう）を抑制するため、神経因性疼痛などの慢性疼痛の治療における効果が見直されている。
他の解離性麻酔薬と同じように大脳皮質などを抑制し、大脳辺縁系に選択的作用を示すため、その他の麻酔薬のように呼吸を抑制しないが、過量投与や静注速度が早すぎる場合に呼吸抑制が起こり得る。動物実験では、中枢性呼吸麻痺によって死亡することが分かっている。
内臓などの体内深部よりも、浅部における麻酔効果が高く、麻酔から覚醒した後も鎮痛作用は持続する。副作用として悪夢を引き起こすことが多いことが知られている他、嘔吐中枢を刺激して嘔吐を誘発する。
気管支拡張作用のため、気管支喘息を持つ患者にも比較的安全に使用できるが、昇圧作用があり頭蓋内圧の上昇や脳血流量の増加が見られるため、脳血管障害、虚血性心疾患、高血圧の患者にはあまり使用されない。呼吸抑制作用が弱く、患者は麻酔中でも自発呼吸を行うことが可能だが、分泌物が多くなるほか大量使用時には呼吸抑制が現れるため注意が必要である。
脳圧、眼圧を上昇させるため、脳外科の手術や緑内障患者では使用しにくい。精神的な副作用や脳圧の上昇はベンゾジアゼピンの併用で少なくなるともいわれる。

### 抗うつ作用
日本では麻薬及び向精神薬取締法における麻薬に指定されているため使用に大きな制限があるが、海外ではその限りではない。
ケタミンの抗うつ作用は、正常な被験者に対し精神病をモデル化する目的でケタミンを用いた研究において急速な気分の改善が見られたことで偶然発見されたもので、これが後のうつ病に対する研究につながった。2012年の時点で利用されていた30種類もの抗うつ薬はどれも6週間後に穏やかな効果を示すだけであったが、ケタミンの急速な抗うつ作用という結果は、抗うつ反応の目標を移動させるものであった。ケタミンは、NMDA受容体を遮断することで抗うつ作用を発揮していると考えられているが、他のNMDA受容体遮断薬には抗うつ効果はみられない。
2006年のアメリカ国立精神衛生研究所のランダム化比較試験では、治療抵抗性うつに対して効果が見られた。臨床試験により、投与から2時間で効果が現われ、29%が翌日には寛解し、その効果は7-10日間に及ぶなど、速効性があり強力な効果があることが示された。投与1時間で急速に症状が緩和されるが、10-14日後には投与前のような元の症状近くまで戻ってくる。
また、自殺念慮についても投与後1時間以内に低下させ、その効果が1週間にわたり継続したとする研究があるが、長期安全性や実際の自殺リスクの低減に関する研究は不足している。投与6週間後まで追跡し、自殺念慮の現象が維持されていたとする研究がある。
治療抵抗性の双極性うつ病でも、速攻性・持続性がありかつ強力な抗うつ作用が見られている。慢性的な心的外傷後ストレス障害(PTSD)の抑うつ症状に対して、ケタミンは症状の重症度を速やかに大きく減少させた。強迫性障害 (OCD) においても、投与後速やかに抗強迫効果を現して強迫観念を大幅に改善し、それが少なくとも1週間維持された。社交不安障害 (SAD) に対しても、2週間に渡って不安が軽減されたとする研究がある。
アメリカではケタミンをうつ病に対して適応外使用で用いることも増えている他、イギリスでは、2014年4月に治療抵抗性の双極性うつを含むうつ病に対する試験結果を公表し、2014年5月には専門委員会が専門診療所における難治性うつへのケタミンの使用を承認している。
2019年、ケタミンの異性体を単離したエスケタミンの点鼻スプレーが、米国FDAによってうつ病の治療薬として承認された。

#### 日本における臨床研究
杏林大学精神科が2022年3月7日から、「治療抵抗性うつ病におけるケタミン初期治療の実行可能性調査」という研究テーマでうつ病に対するケタミンの臨床研究を開始している。週に2回合計4回静注用ケタミン塩酸塩（試験薬名：ケタラール）（0.5 mg/kg）を混注した生理食塩水50mLを40分間かけて静脈内投与する方法。

#### 類似薬の開発
ジョンソン・エンド・ジョンソン社は光学異性体のうちS体 (エスケタミン) のみを含有する点鼻薬を開発し、2013年にはアメリカ食品医薬品局（FDA）から治療抵抗性うつ、2016年には自殺念慮を伴う大うつ病性障害に対する「画期的治療薬」の指定を受けた。2019年2月には専門家パネルがFDAに対しエスケタミン点鼻スプレーの承認を勧告した。商品名SPRAVATOとして承認された。治験の際に一部の被験者で鎮静や視覚障害、発話困難、錯乱、麻痺、めまい・失神が見られたことから、投与は医療機関で行い、最低2時間は経過観察するという条件が付された。
日本では、千葉大学がケタミンのR体 (アールケタミン)、ヤンセンファーマがエスケタミンを研究している。
アメリカのノーレクス社は、2014年12月に、ケタミン様薬剤GLYX-13について、うつ病患者の約半数で症状を改善し、幻覚の副作用もなかったとする臨床試験結果を発表した。スイスのロシュ社も、グルタミン酸経路を標的とするdecoglurantを開発して臨床試験を行っていたが、第II相まで進めたところで期待する効果が得られないとして開発中止された。こうした研究の一方で、精神活性作用が弱いとはいえ（既に特許の切れた）ケタミンより、特許が有効で高額なケタミン様物質を用いることには倫理的な問題があるとも指摘されている。

### 薬物依存症の治療
2018年にケタミンの薬物依存症治療への応用について、1997年から2018年までの間に実施された7研究に対するシステマティックレビューが行われた。このレビューでは、アルコールやヘロイン、アヘンを含むオピオイドについて断薬率の向上が認められ、うちアルコールとオピオイドについては1回の投与で最大2年間効果が継続したと報告された。いずれの研究も対象群のサイズやランダム性が十分でなかったり、偽薬との比較が行われていなかったりするなど試験としては必ずしも十分ではないものの、ケタミンの薬物依存症に対する有効性や、その適用についてより広範な研究を行う正当性が示唆されると結論づけている。
このレビューに含まれた研究のほかにも、ロシアの精神科医エフゲニー・クルピツキーが20年間にわたりケタミンを用いてアルコール依存症の治療を行ってきた結果、111人の被験者のうち66%が少なくとも1年間禁酒を継続できたのに対し、対象群では24%であったなどのいくつかの報告がある。

## 副作用
うつ病に対するケタミン治療による副作用を研究した『ランセット精神医学』のシステマティックレビューがあり、副作用としては頭痛が最多で35%、この他 33%に目眩、28%に解離が見られた。
健常人を被験者とした偽薬を対照に使った二重盲検のランダム化比較試験(RCT)において、用量0.5mg/kgの静脈内投与により統合失調症（陽性症状と陰性症状）と同様の行動が発現し、内因性精神病に類似した症状が誘発されることが示された。

## 動物麻酔の代替品
日本では麻酔銃に必須だったが、ケタミンが麻薬及び向精神薬取締法における麻薬に指定されたために、有害鳥獣の駆除を目的とした狩猟に支障を来たしている。代替薬の研究が行われ、以下のような代替品が使用されるようになってきているが、ケタミン以上に便利な麻酔薬は見つかっていない。
- プロポフォールによる導入とイソフルランによる維持
- チレタミンとゾラゼパムの合剤

野犬捕獲等、野外で使用されるケタミンの代替薬品の検討のための室内実験において、キシラジン、メデトミジン、ミダゾラムの任意の2種類の組み合わせにより、ケタミンとメデトミジンの混合注射と同等の効果が得られたという報告がある。
アメリカではスケジュールIIIに指定され、獣医師や保護官については麻薬免許無しでも取り扱えるため問題となっていない。

## 統合失調症モデル
統合失調症様のモデル動物を作成する際に用いられる。

## 麻薬として
- 2023年（令和5年）7月6日、埼玉県警察薬物銃器対策課と久喜警察署、東京税関は、ハンガリーから約1964グラムのケタミンを国際郵便で密輸した容疑で中国籍の男を逮捕した[45]。
- 2023年（令和5年）10月30日、福岡県警察と門司税関はベトナムからケタミン約695グラムを密輸した容疑でベトナム人2人を逮捕した[46]。
- 兵庫県警薬物銃器対策課と加古川署、神戸税関は、２０２４年１１月１３日に英国からベトナム、中国・マカオを経由して成田空港にケタミンの結晶約４９３・５５グラムを輸入するなどした麻薬取締法違反（営利目的輸入、所持）の疑いで、ベトナム国籍で加古川市に住む無職の男（２３）＝同法違反罪で起訴＝を逮捕した[47]。
- 2025年(令和7年)4月、東京税関は41キログラム（末端価格9億200万円相当）のケタミンをドイツから密輸しようとした関税法違反の容疑でフランス国籍の21歳女性を東京地方検察庁に告発した[48]。
- 2025年5月2日にマレーシアから香港を経由して福岡空港にスーツケース内のサンダルに隠したケタミン570グラムを持ち込んだ疑いでマレーシア国籍の22歳女が逮捕された[49]。